# Aziatische Surinamers
Aziatische Surinamers zijn Surinamers van Aziatische afkomst. Zij stammen grotendeels af van contractarbeiders die naar Suriname zijn gebracht na de afschaffing van de slavernij als vervanging voor slaafgemaakte Afrikanen.
Volgens de volkstelling in Suriname uit 2012 bleek dat van de 542.000 inwoners 27% van Hindostaanse afkomst is, 14% Javaans en 1,5% Chinees.

## Geschiedenis
De komst van Aziaten naar Suriname begon met het verwerven van contractarbeiders uit China, Brits-Indië (hedendaags India, Pakistan en Bangladesh) en Nederlands-Indië (hedendaags Indonesië) voornamelijk uit Java. Chinezen kwamen vanaf 1853 om te werken op plantages door een tekort aan arbeiders in voorbereiding op de afschaffing van de slavernij. Na de afschaffing zelf in 1863, begonnen er vanaf 1873 ook Brits-Indische contractarbeiders geworven te worden en vanaf 1890 ook uit het toenmalig Nederlands-Indië. 
Vanaf 1890 kwamen er ook Libanezen naar Suriname. Anders dan andere Aziatische bevolkingsgroepen werden ze niet geworven als contractarbeider, maar kwamen uit eigen initiatief als textielhandelaars.

## Religie
De meerderheid van de Aziatische Surinamers zijn aanhangers van het hindoeïsme en de islam, met minderheden die andere religies aanhangen zoals het christendom onder Libanezen, het boeddhisme onder Chinezen en Kejawen onder de Javanen.
Zowel het hindoeïsme als de islam zijn oorspronkelijk in Suriname geïntroduceerd door Brits-Indische en Nederlands-Indische contractarbeiders.

## Subgroepen
- Hindostanen
- Javaanse Surinamers
- Chinese Surinamers
- Libanese Surinamers